# Ronald Grossey
Ronald Grossey, né le 10 août 1956 à Anvers, est un écrivain, scénariste de bande dessinée et éditeur belge néerlandophone. 

## Biographie
Ronald Grossey naît le 10 août 1956 à Anvers,. 
Il étudie le droit de 1974 à 1979 à l'Université UFSIA-UIA (nl) d'Anvers.
En 1979, il fonde sa propre maison d'édition, Exa, qui a une existence juridique jusqu'en 1986 d'entreprise individuelle. En 1987, Exa fusionne avec Rudy Vanschoonbeek, l'éditeur Dedalus. Jusqu'en 1994, il est rédacteur en chef chez Dedalus, Anvers. De 1995 à 2000, il est éditeur de bandes dessinées chez Standaard Uitgeverij à Anvers ; de 2000 à 2008 à The House Of Books, Anvers ; de 2009 à 2014 éditeur chez Linkeroever Publishers et depuis mai 2014 éditeur chez Uitgeverij Vrijdag.
Il écrit également des articles dans des magazines tels que Humo, Knack, Spirou et deux courts récits pour Marvano dans le périodique Super Tintin en 1985, et divers scénarios de bande dessinée.
Il retrouve Marvano cinq ans plus tard avec Red Knight, une adaptation modernisée de la série classique médiévale Le Chevalier rouge de Willy Vandersteen. L'idée a été inspirée par la version plus mature de Batman de Frank Miller, qui est devenue un succès inattendu dans les années 1980. Mal promotionné par son éditeur Standaard Uitgeverij, cet album passe inaperçu. La même année, il écrit la préface de Solitaire du scénariste Bob Van Laerhoven et mis en images par Marvano publié dans la collection « Histoires et Légendes » aux éditions Le Lombard.
En 2015, il écrit L'Écharpe de soie sous-titrée Waterloo, une histoire d'amour et de bravoure pour le dessinateur Griffo aux éditions Ballon.
Comme écrivain, on lui doit différentes monographies consacrées à des auteurs flamands publiées dans la langue de Vondel dont celle de Robert Merhottein et sa série Kiekeboe intitulée : KiekeboeK (Standaard Uitgeverij, 1990), puis à Jeff Broeckx : Jeff Broeckx tekenaar en zoveel meer [« Jeff Broeckx, dessinateur mais tellement plus »] (Standaard, 1998), il écrit surtout l'ouvrage consacré à Willy Vandersteen et son studio Studio Vandersteen : Kroniek van een legende 1947-1990 publié par Roularta Books en 2007 qui lui vaut d'être récipiendaire du prix P. Hans Frankfurther décerné aux Pays-Bas pour mérite spécial la même année. Il possède son sujet étant également rédacteur en chef de l'hebdomadaire Suske en Wiske (Bob et Bobette). Puis, il sort la biographie consacrée à Bob de Moor intitulé : Bob de Moor - de klare lijn en de golven; een biografie publié aux éditions Uitgeverij Vrijdag en 2013. Il écrit également les dossiers des intégrales Robert et Bertrand, Piet Pienter en Bert Bibber de Pom. Il adapte également les anciens scénarios de Bessy pour de nouvelles versions dessinées par Jeff Broeckx.
En 2022, il rend hommage à la série bleue des Bob et Bobette de Willy Vandersteen avec le volume Le Joker disparu qui se déroule pendant l’Exposition universelle de 1958 de Bruxelles aux côtés du dessinateur Dirk Stallaert, publié aux éditions De Standaard,. Deux ans plus tard, le même duo fait de même avec Onrust in Montmartre [« Troubles à Montmartre »].

## Œuvres

### Albums de bande dessinée

#### Red Knight
- La Salamandre[15], Standaard Uitgeverij, Anvers, 1990
Scénario : Ronald Grossey - Dessin : Marvano - Couleurs : Bruno Marchand -  (ISBN 9002019653)

#### L'Écharpe de soie
- L'Écharpe de soie, Ballon Media, 2015
Scénario : Ronald Grossey - Dessin : Griffo - Couleurs : Roberto Burgazzoli -  (ISBN 978-9-4621-0290-3),Bande dessinée de 30 planches avec un dossier graphique sur la brasserie John Martin, le commanditaire.

#### Bob et Bobette
- Le Joker disparu[12], De Standaard, Anvers, 17 novembre 2022
Scénario : Ronald Grossey - Dessin : Dirk Stallaert - Couleurs : quadrichromie -  (ISBN 978-90-02-02678-2)
- Pagaille à Montmartre, De Standaard, Anvers, 13 novembre 2024
Scénario : Ronald Grossey - Dessin : Dirk Stallaert - Couleurs : quadrichromie -  (ISBN 978-90-02-02692-8)

### Autre participation
- Solitaire, Le Lombard, coll. « Histoires et Légendes », Bruxelles,  janvier 1990
Scénario : Bob Van Laerhoven - Dessin : Marvano - Couleurs : Béatrice Monnoyer -  (ISBN 2-8036-0792-1),Ronald Grossey est l'auteur de la préface.

### Ouvrages
- (nl) Ronald Grossey et Gert Meesters, KiekeboeK : In de coulissen van een strip, Anvers, Standaard Uitgeverij, 1997, 96 p., ill. ; 27 cm (ISBN 978-9-002-20097-7 et 9002200978, OCLC 68586996, présentation en ligne)
- (nl) Ronald Grossey (dir.), Jeff Broeckx : tekenaar en zoveel meer [« Jeff Broeckx : Bédéiste et bien plus »], Anvers, Standaard, 1998 (ISBN 90-02-20261-X).
- (nl) Ronald Grossey, Studio Vandersteen : Kroniek van een legende 1947-1990, Roeselare, Roularta Books, 2007 (ISBN 978-9-054-66981-4, présentation en ligne)
- (nl) Ronald Grossey, Bob de Moor : de klare lijn en de golven; een biografie, Uitgeverij Vrijdag, 2013 (ISBN 978-94-6001-242-6, lire en ligne)

### Prix et distinctions
- 2007 :  prix P. Hans Frankfurther pour mérite spécial pour l'ouvrage Studio Vandersteen[2].

#### Livres
- Philippe Mellot, Michel Denni, Laurent Turpin et Isabelle Morzadec, Trésors de la bande dessinée : BDM 2023-2024 - Catalogue encyclopédique et Argus, Paris, Les Arènes, novembre 2022, 23e éd., 1677 p., ill. ; 23 cm (ISBN 9791037507280, OCLC 1351462460, présentation en ligne), p. 1065. .

#### Articles
- (en) Ronald Grossey (interviewé par Bernard), « An interview with Ronald Grossey, author of the new Bob De Moor biography », Bob de Moor,‎ 24 juillet 2014 (lire en ligne, consulté le 3 juillet 2023).